# العلاقات التايوانية السعودية
العلاقات التايوانية السعودية يقصد بها العلاقة التي تجمع بين المملكة العربية السعودية بتايوان.

## تاريخ العلاقة
اشتركت كل من تايوان والمملكة العربية السعودية في مؤتمر سان فرانسيسكو الذي اتفقت فيه الدول على تأسيس الأمم المتحدة عام 1946م، وخلال ذلك المؤتمر توصل الجانبان إلى ضرورة توطيد العلاقات بين البلدين، ونتج عن مباحثات الطرفين توقيع اتفاقية الصداقة بين الدولتين في 15 نوفمبر 1946 في مدينة جدة.
وقامت حكومة تايوان بافتتاح سفارتها في المملكة في عام 1956 في مدينة جدة كخطوة جديدة لتوطيد العلاقات الثنائية، وتوالت بعد ذلك المساعي المتتابعة لارساء علاقات التعاون. من نتائج هذا التعاون: تبادل مذكرة اتفاقية التعاون الزراعي في عام 1964، بين كل من إبراهيم السويل وزير الزراعة آنذاك، ووزير خارجية تايوان في حينها شين تشان خوان. وتتويجاً لهذه العلاقات قام الملك فيصل بن عبد العزيز بزيارة رسمية إلى تايوان عام 1971.

## التعاون والاتفاقيات
قامت المملكة بتقديم قرضاً من الصندوق السعودي للتنمية لبناء جسر بلغ طوله 2345 متراً على الطريق السريع الذي يربط جنوب جزيرة تايوان بشمالها عام 1976، وقد اكتمل بناء الجسر وبدأ تشغيله في 1978. وطبقاً للسجلات الرسمية في تايوان، فخلال الفترة بين عامي (1946 - 1983) تم توقيع 47 اتفاقية رسمية للتعاون المشترك شملت مجالات كثيرة كالاقتصاد والتجارة والصحة والزراعة والعلوم والتقنية والتعليم والثقافة والصناعة والكهرباء وغيرها. كذلك لا يفوتنا ذكر التعاون العسكري والأمني بين البلدين.
أقامت السعودية علاقات دبلوماسية مع حكومة جمهورية الصين الشعبية في بكين عام 1990. ولرعاية المصالح المتبادلة، تم الاتفاق بين حكومتي تايبيه والرياض على افتتاح المكتب التجاري السعودي في تايبيه كبديل للسفارة السعودية في تايوان، بينما افتتح مكتب الممثل الاقتصادي والثقافي لتايبيه في الرياض بمقر سفارتها في حي السفارات، واستمرت علاقات التعاون الجديد في مجالات كثيرة حتى اليوم.

## التعاون الاقتصادي
بلغ إجمالي التبادل التجاري بين تايوان والمملكة خلال عام 2010م أكثر من إثني عشر مليار دولار، حيث بلغ اجمالي صادرات المملكة إلى تايوان أكثر من إحدى عشر مليار دولار أمريكي. في عام 2014 ارتفعت قيمة التبادل إلى 15.7 مليار دولار. أنشأ البلدان اللجنة السعودية التايوانية المشتركة للتعاون والتي تعقد كل عامين بغرض التعاون الاقتصادي والتقني بالتبادل بين الرياض وتايبيه. تعتبر تايوان ثامن أهم شريك تجاري للسعودية، كما تصنف على أنها خامس أهم مُورد للسعودية. وتستورد تايوان من السعودية المواد البترولية والأسمدة والمنتجات الكيماوية، وتستورد السعودية مستلزمات الكمبيوتر والأدوات المكتبية وقطع غيار السيارات والمنتجات الطبية والبلاستيكية والخزفية والمنسوجات.